# Wilhelm von Hillern-Flinsch
Wilhelm Ernst Albert Gustav Hermann von Hillern-Flinsch, född 26 mars 1884 i Freiburg, Tyskland, död 11 april 1986 i München, var en tysk expressionistisk konstnär och reklamtecknare.
Han var son till grosshandlaren Oscar von Hillern-Flinsch och Charlotte von Hillern och gift första gången i London 1910 med Margarete (Margie) Charlotte Melanie Tack Berg men äktenskapet upplöstes 1919 och andra gången i Italien på 1920-talet och en tredje gång i ett äktenskap som upplöstes på 1940-talet. Han var barnbarn till författaren Wilhelmine von Hillern.
Efter studentexamen sökte han sig till den tyska armén men begärde avsked 1910 för att ägna sig åt konstnärlig verksamhet och byggde sig en ateljé i Baden-Baden. Tiden som konstnär blev kort och han trädde åter in armén för att deltaga i första världskriget där han var stridande på alla fronter och slutligen utnämndes till kapten. Han studerade måleri vid Wilhelmsons målarskola i Stockholm 1919 därefter bedrev han självstudier. Han bosatte sig i München 1920 där han medverkade i ett par utställningar och blev medlem i Münchens konstnärsgille. Därefter var han verksam i Positano 1924–1925 och i München som porträttör 1926-1936. Han flyttade till Berlin 1936 där han studerade som gäststudent för Bruno Paul och två år för William Tank vid Akademie der Künste. 
Hans ateljé föll 1943 offer för de allierade bombningarna av Berlin och han lämnade då Tyskland som nazistiska motståndare och bosatte sig i Kärnten, Österrike. Han återvände 1947 till Tyskland men redan samma år flyttade han vidare till i Karlshamn där han var verksam som porträttmålare 1947–1953. Separat ställde han ut i Karlshamn och på Svartbrödraklostret i Lund. Han återvände till Tyskland 1953 och var därefter verksam i Tyskland. 
Hans konst består av figurkompositioner, porträtt, gatubilder och landskap utförda i olja, pastell samt teckningar i silverstift. Vid sidan av sitt eget skapande var han verksam som lärare i måleri och teckning vid målarskolan Crayon i Lund. 
Han var i sin ungdom bobförare och placerade sig på prispallen 1906–1920 under ett flertal bobtävlingar i bland annat Davos, St. Moritz och Garmisch-Partenkirchen med sina fyrmannabob Die Spinne och som schackspelare deltog han i flera internationella turneringar.